# هوم (پنسیلوانیا)
هوم (به انگلیسی: Home) یک منطقهٔ مسکونی در ایالات متحده آمریکا است که در شهرستان ایندیانا، پنسیلوانیا واقع شده‌است.